# Eurydice longispina
Eurydice longispina là một loài chân đều trong họ Cirolanidae. Loài này được Jones miêu tả khoa học năm 1969.